# Brachyiulus karschi
Brachyiulus karschi är en mångfotingart som beskrevs av Karl Wilhelm Verhoeff 1901. Brachyiulus karschi ingår i släktet Brachyiulus och familjen kejsardubbelfotingar. Inga underarter finns listade i Catalogue of Life.